# Rhodocodon
Rhodocodon é um género botânico pertencente à família Hyacinthaceae.